# 가쿠나카 가쓰야
가쿠나카 가쓰야(일본어: 角中 勝也, 1987년 5월 25일 ~ )는 일본의 프로 야구 선수이며, 현재 퍼시픽 리그인 지바 롯데 마린스의 소속 선수(외야수)이다.

## 인물

### 프로 입단 전
어렸을 때 ‘아이를 프로 야구 선수에게’라는 강고한 신념을 가진 아버지 밑에서부터 야구 영재 교육을 받았다. 니혼 항공 제2 고등학교(현재의 니혼 항공 고등학교 이시카와) 시절에는 고시엔 대회 출전 경험은 없었고 3학년 때 하계 소속 현 예선 대회(3차전)에서 팀은 패했다.

#### 독립 리그 시절
2006년에 시코쿠 아일랜드 리그 플러스 팀인 고치 파이팅 독스에 입단, 1년차에 고졸 선수로서 개막 경기부터 1번 타자로 선발 기용되었다. 이미 코치진으로부터 높은 평가를 받았고 당시 감독이었던 후지시로 가즈아키는 가쿠나카를 실전에 적합한 선수라고 평가했다. 2006년 시즌에는 주로 클린업을 맡아 타율 2할 5푼 3리, 홈런 4개, 28타점을 기록하는 등 승부처에서는 펀치력이 있는 타격을 보여주었다. 또, 웨스턴 리그에 소속하는 팀과의 교류전에도 발탁되어 일본 프로 야구단의 스카우트로부터 주목을 받았다.
2006년 프로 야구 드래프트 회의에서는 지바 롯데 마린스로부터 7순위(대학생·사회인 드래프트 부문)로 지명받아 입단하여 주어진 등번호인 61번에 대해서는 “(독립 리그의)고치에서는 9번을 착용하고 있었다. 지바 롯데의 9번은 후쿠우라 가즈야, 지금은 무리이지만 언젠가는 9번을 착용할 수 있도록 열심히 하고 싶다”라고 포부를 말했다.

### 프로 입단 후

#### 2007년 ~ 2010년
2007년 7월 24일에는 1군에 처음으로 등록되어 그 날 후쿠오카 소프트뱅크 호크스전(후쿠오카 Yahoo! JAPAN 돔)에서 2번·중견수로서 첫 출전을 했다. 그 해 1군에서는 타율 2할 3푼 5리에 끝나는 등 높은 수준을 통감했지만 이스턴 리그에서는 리그 2위에 해당되는 타율 3할 3푼 5리를 기록하는 등 좋은 성적을 남겼다. 또 2루타가 19개(이스턴 리그 3위)를 기록하여 높은 타율의 중거리 타자로서 목표로 삼고 있는 후쿠우라와 닮은급의 선수로 성장했다.
이듬해 2008년 4월 16일 도호쿠 라쿠텐 골든이글스전(지바 마린 스타디움)에서 프로 데뷔 첫 홈런을 기록했지만 이 홈런은 시코쿠 아일랜드 리그에서 프로 구단에 입단한 선수로서는 최초의 정규 시즌 홈런으로 기록되었다. 2009년과 2010년에는 각각 10경기와 13경기에 출전했다.

#### 2011년
교류전을 앞두고 1군에 승격하였지만 2경기에만 출전하여 바로 2군에 내려갔다. 그 후 7월 30일부터 8월 6일까지 이스턴 리그의 타이 기록이 되는 11타석 연속 출루라는 기록을 수립하는 등 4할 2푼 3리의 출루율을 남겨 이스턴 리그 최고 출루율 타이틀을 차지했다. 8월 12일에는 1군에 다시 승격하면서 8월 21일 사이타마 세이부 라이온스전에서는 시즌 첫 안타를 때려냈고 8월 28일에는 5개의 안타를 기록하는 등 타격 호조를 보였다. 그 해에는 지명 타자로서 출전했고 3번과 5번 타자를 맡는 등 중심 타자로서 활약, 최종적으로는 개인 최다인 51경기에 출전하여 타율 2할 6푼 6리의 성적을 남겼다.

## 상세 정보

### 출신 학교
- 니혼 항공 제2 고등학교(현재의 니혼 항공 고등학교 이시카와)

### 선수 경력
독립 구단 경력
- 고치 파이팅 독스(2006년)

프로팀 경력
- 지바 롯데 마린스(2007년 ~ )

국가 대표 경력
- 2013년 월드 베이스볼 클래식 일본 국가대표

### 수상·타이틀 경력

#### 타이틀
- 수위 타자 : 1회(2012년) ※독립리그 출신 최초의 타이틀 획득

#### 수상
- JA 전농 Go·Go상 : 1회(최다 2·3루타상 : 2012년 8월)
- 베스트 나인 : 1회(2012년)

### 개인 기록

#### 첫 기록(NPB)
- 첫 출장·첫 선발 출장 : 2007년 7월 24일, 대 후쿠오카 소프트뱅크 호크스 14차전(후쿠오카 Yahoo! JAPAN 돔), 2번·중견수로서 선발 출장
- 첫 안타 : 2007년 7월 26일, 대 후쿠오카 소프트뱅크 호크스 16차전(후쿠오카 Yahoo! JAPAN 돔), 6회초에 니시야마 미치타카로부터 우전 안타
- 첫 타점 : 상동, 7회초에 야나세 아키히로로부터 우전 2점 적시타
- 첫 홈런 : 2008년 4월 16일, 대 도호쿠 라쿠텐 골든이글스 5차전(지바 마린 스타디움), 1회말에 도밍고 구스만으로부터 우월 솔로 홈런
- 첫 도루 : 2009년 9월 25일, 대 오릭스 버펄로스 22차전(지바 마린 스타디움), 2회말에 2루 안착(투수 : 기시다 마모루, 포수 : 쓰지 도시야)

#### 기타(NPB)
- 올스타전 출장 : 1회(2012년)

### 등번호
- 9(2006년)
- 61(2007년 ~ 2016년)
- 3(2017년 ~ )

### 연도별 타격 성적
| 연 도     | 소 속     | 경 기 | 타 석 | 타 수 | 득 점 | 안 타 | 2 루 타 | 3 루 타 | 홈 런 | 루 타 | 타 점 | 도 루 | 도 루 자 | 희 생 번 | 희 생 플 | 볼 넷 | 고 4 | 사 구 | 삼 진 | 병 살 타 | 타 율 | 출 루 율 | 장 타 율 | O P S |
| --------- | --------- | ----- | ----- | ----- | ----- | ----- | ------- | ------- | ----- | ----- | ----- | ----- | -------- | -------- | -------- | ----- | ---- | ----- | ----- | -------- | ----- | -------- | -------- | ----- |
| 2007년    | 지바 롯데 | 9     | 17    | 17    | 2     | 4     | 0       | 0       | 0     | 4     | 2     | 0     | 1        | 0        | 0        | 0     | 0    | 0     | 4     | 1        | .235  | .235     | .235     | .471  |
| 2008년    | 지바 롯데 | 10    | 23    | 18    | 2     | 2     | 0       | 0       | 1     | 5     | 1     | 0     | 0        | 1        | 0        | 4     | 0    | 0     | 4     | 0        | .111  | .273     | .278     | .551  |
| 2009년    | 지바 롯데 | 10    | 21    | 18    | 1     | 3     | 0       | 1       | 0     | 5     | 1     | 1     | 0        | 1        | 0        | 2     | 0    | 0     | 5     | 0        | .167  | .250     | .278     | .528  |
| 2010년    | 지바 롯데 | 13    | 23    | 18    | 1     | 0     | 0       | 0       | 0     | 0     | 0     | 0     | 0        | 1        | 0        | 4     | 0    | 0     | 6     | 0        | .000  | .182     | .000     | .182  |
| 2011년    | 지바 롯데 | 51    | 171   | 154   | 9     | 41    | 5       | 1       | 0     | 48    | 10    | 2     | 0        | 1        | 3        | 9     | 0    | 4     | 30    | 2        | .266  | .318     | .312     | .629  |
| 2012년    | 지바 롯데 | 128   | 525   | 477   | 52    | 149   | 30      | 5       | 3     | 198   | 61    | 8     | 4        | 1        | 4        | 38    | 0    | 5     | 67    | 9        | .312  | .366     | .415     | .782  |
| 2013년    | 지바 롯데 | 125   | 525   | 462   | 65    | 133   | 26      | 6       | 5     | 186   | 43    | 10    | 6        | 6        | 3        | 50    | 1    | 4     | 63    | 3        | .288  | .360     | .403     | .763  |
| 2014년    | 지바 롯데 | 133   | 544   | 451   | 62    | 125   | 22      | 5       | 8     | 181   | 57    | 9     | 1        | 7        | 4        | 76    | 0    | 6     | 66    | 4        | .277  | .385     | .401     | .787  |
| 통산：8년 | 통산：8년 | 479   | 1849  | 1615  | 193   | 457   | 83      | 18      | 17    | 627   | 175   | 30    | 12       | 18       | 14       | 183   | 1    | 19    | 246   | 19       | .283  | .360     | .388     | .748  |

- 2014년 기준, 굵은 글씨는 시즌 최고 성적.

### 연도별 수비 성적
| 연도 | 외야 | 외야 | 외야 | 외야 | 외야 | 외야   |
| 연도 | 경기 | 척살 | 보살 | 실책 | 병살 | 수비율 |
| ---- | ---- | ---- | ---- | ---- | ---- | ------ |
| 2007 | 9    | 8    | 1    | 0    | 0    | 1.000  |
| 2008 | 9    | 14   | 0    | 1    | 0    | .933   |
| 2009 | 7    | 17   | 1    | 1    | 0    | .947   |
| 2010 | 8    | 8    | 1    | 0    | 0    | 1.000  |
| 2011 | 24   | 50   | 2    | 1    | 1    | .981   |
| 2012 | 126  | 247  | 6    | 1    | 0    | .996   |
| 2013 | 124  | 255  | 9    | 8    | 1    | .971   |
| 통산 | 307  | 599  | 20   | 12   | 2    | .981   |

- 2013년 기준, 굵은 글씨는 시즌 최고 성적.